# Pont brownien

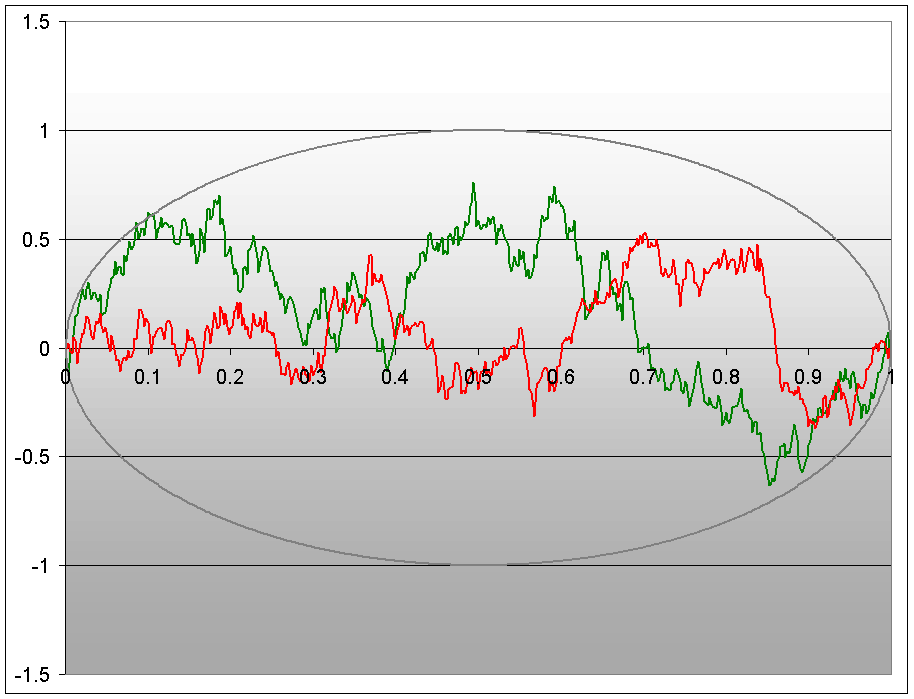
Simulations de deux ponts browniens standard indépendants (en rouge et en vert)

En mathématique, plus précisément théorie des probabilités, un pont brownien standard est un processus stochastique à temps continu de même loi qu'un processus de Wiener mais conditionné à s'annuler en 0 et en 1. À ne pas confondre avec l'excursion brownienne. 
Le pont brownien standard est ainsi également appelé « mouvement brownien attaché » ("tied down Brownian motion" en anglais), « mouvement brownien attaché en 0 et 1 » ("Brownian motion tied down at 0 and 1" en anglais) ou « mouvement brownien épinglé » ("pinned Brownian motion" en anglais).
Le pont brownien (non standard) est une généralisation du pont brownien standard en utilisant le conditionnement par l’événement {\displaystyle [B_{t_{1}}=a,B_{t_{2}}=b]}.

## Définition
Un pont brownien standard est un processus stochastique {\displaystyle (B_{t},t\geq 0)} à temps continu dont la loi est celle d'un processus de Wiener (modèle mathématique du mouvement brownien) sachant l’événement {\displaystyle B_{0}=B_{1}=0}. Il s'agit d'un processus aléatoire gaussien, c'est-à-dire que la loi de probabilité de tout vecteur {\displaystyle (B_{t_{1}},...,B_{t_{n}})}, conditionnellement à {\displaystyle B_{1}=0}, est gaussienne. Il est alors caractérisé par sa moyenne et sa covariance :
Remarque : l'événement {\displaystyle [B_{1}=0]} est de probabilité nulle. Considérons alors l’événement {\displaystyle \{|B_{1}|<\varepsilon \}} de probabilité non nulle. On peut ainsi considérer la loi conditionnelle {\displaystyle \mathbb {P} [\cdot \ |\ |B_{1}|<\varepsilon ]} du mouvement brownien sachant {\displaystyle |B_{1}|<\varepsilon }. La convergence en loi suivante (propriété 12.3.2. du livre de R. Dudley):
permet de donner un sens rigoureux à la définition du pont brownien.

## Relations avec d'autres processus stochastiques

### Relations avec le mouvement brownien
Propriété 1
Si {\displaystyle (W_{t},t\geq 0)} est un processus de Wiener (ou mouvement brownien), alors le processus {\displaystyle (B_{t},0\leq t\leq 1)} défini par {\displaystyle \displaystyle B_{t}=W_{t}-tW_{1}} est un pont brownien standard.
Réciproque
Si {\displaystyle (B_{t},0\leq t\leq 1)} est un pont brownien standard et Z une variable aléatoire normale, alors les processus {\displaystyle (W_{t}^{1},0\leq t\leq 1)} et {\displaystyle (W_{t}^{2},0\leq t\leq T)} définis par :
sont des processus de Wiener.
Propriété 2
Si {\displaystyle (W_{t},t\geq 0)} est un processus de Wiener, alors le processus {\displaystyle (B_{t},0\leq t\leq 1)} défini par {\displaystyle B_{t}=(1-t)W_{\frac {t}{1-t}}} est un pont brownien standard.
Réciproque
Si {\displaystyle (B_{t},0\leq t\leq 1)} est un pont brownien standard, alors le processus {\displaystyle (W_{t},t\geq 0)} défini par {\displaystyle W_{t}=(1+t)B_{\frac {t}{1+t}}} est un processus de Wiener.

### Relations avec l'excursion brownienne

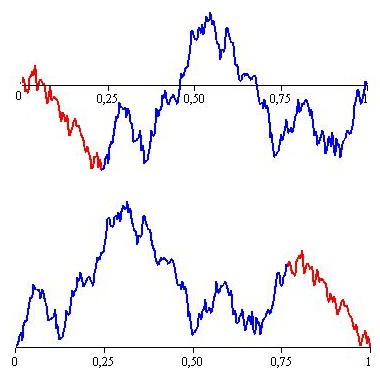
en haut : simulation d'un pont brownien standard (en utilisant la Propriété 1). Le changement de couleur correspond à l'emplacement du minimum.
en bas : simulation de l'excursion brownienne associée (en utilisant la Propriété 3).

Le pont brownien et l'excursion brownienne sont deux objets mathématiques différents mais l'un peut se construire à partir de l'autre. 
Définissons la transformée de Verwaat {\displaystyle V(f,T,\sigma )} d'une fonction continue {\displaystyle f:[0,T]\to \mathbb {R} } par 
Intuitivement, la trajectoire de {\displaystyle V(f,T,\sigma )} est celle de {\displaystyle f} sur {\displaystyle [0,T]} mais coupée au temps {\displaystyle \sigma } et où les deux parties sont inversées.
Propriété 3
Supposons que{\displaystyle (B_{t},0\leq t\leq 1)} désigne un pont brownien standard et {\displaystyle \xi } le temps aléatoire (presque sûrement unique) où {\displaystyle B} atteint son minimum. Alors le processus {\displaystyle (e(t),0\leq t\leq 1)} défini par {\displaystyle e(t)=V(B,1,\xi )(t)} a pour la loi celle de l'excursion normalisée du mouvement brownien. De plus {\displaystyle \xi } est indépendante de {\displaystyle e} et est de loi uniforme sur {\displaystyle [0,1]}.
Intuitivement, l'excursion brownienne normalisée est construite à partir d'un pont brownien en le coupant en son minimum et en inversant les deux parties obtenues.
Réciproque
Supposons que{\displaystyle (e(t),0\leq t\leq 1)} désigne une excursion normalisée du mouvement brownien et {\displaystyle \eta } une variable aléatoire indépendante de {\displaystyle e} et de loi uniforme sur {\displaystyle [0,1]}. Alors le processus {\displaystyle (B_{t},0\leq t\leq 1)} défini par {\displaystyle B_{t}=V(e,1,\eta )(t)} a pour loi celle du pont brownien. De plus {\displaystyle 1-\eta } est l'unique temps en lequel {\displaystyle B} atteint son minimum.

### Expression sous forme de diffusion
Le pont brownien peut être exprimé comme un processus de diffusion. En effet, si {\displaystyle W} est un mouvement brownien standard, la solution de l'équation différentielle stochastique :
munie de la condition initiale {\displaystyle X_{0}=0} a la même loi que le pont brownien. Notamment, le processus {\displaystyle X} est markovien, ce qui n'est pas clair à partir de la définition de {\displaystyle X} comme mouvement brownien conditionné par sa valeur finale.

### Relation avec le processus empirique
D'après le théorème de Donsker, si les variables {\displaystyle (X_{1},\ldots ,X_{n})} sont indépendantes identiquement distribuées de loi uniforme sur {\displaystyle [0,1]}, le processus empirique
converge en loi vers le pont brownien.

## Propriétés
{\displaystyle (B_{t},0\leq t\leq 1)} désigne un pont brownien standard.
Propriété 4 (temps d'atteinte)
Soit {\displaystyle b} un nombre réel alors
Propriété 5 (loi du supremum)
Soit {\displaystyle b} un nombre réel strictement positif alors
C'est cette propriété qui est à l'origine du test de Kolmogorov-Smirnov.
Propriété 6
Soient {\displaystyle a,b} deux nombres réels strictement positifs alors
Propriété 7
Soit {\displaystyle x} un nombre réel strictement positif alors

## Généralisation
Il est possible de généraliser la définition du pont brownien pour que ce dernier soit indexé par des classes de fonctions. Soit {\displaystyle {\mathcal {F}}} une classe de fonctions mesurables définies sur {\displaystyle ({\mathcal {X}},{\mathcal {A}})}  à valeurs réelles et {\displaystyle X} une variable aléatoire de loi {\displaystyle P=\mathbb {P} ^{X}} définies sur un espace de probabilité {\displaystyle (\Omega ,{\mathcal {T}},\mathbb {P} )} à valeurs dans {\displaystyle ({\mathcal {X}},{\mathcal {A}})}. On note {\displaystyle \mathbb {G} } le {\displaystyle P}-pont brownien indexé par cette classe de fonctions, c'est-à-dire l'unique processus gaussien centrée dont la fonction de covariance est donnée par 
Le pont brownien standard est donc le pont brownien indexé par la classe des fonctions indicatrices {\displaystyle {\mathcal {F}}=\{x\mapsto \mathbf {1} _{\{x\leq t\}}:t\in \mathbb {R} \}.}
Si le processus empirique indexé par une classe de fonctions {\displaystyle {\mathcal {F}}} converge en loi vers le pont brownien indexé par cette même classe de fonctions, alors cette classe est appelée est une classe de Donsker.